# The Freddie Mercury Tribute Concert
The Freddie Mercury Tribute Concert for AIDS Awareness war ein Open-Air-Benefiz-Konzert, das am Ostermontag, den 20. April 1992, im Londoner Wembley-Stadion stattfand und sowohl im Radio als auch im Fernsehen live übertragen wurde. Die verbliebenen Mitglieder der Rockband Queen hatten das Konzert zu Ehren ihres im November 1991 an AIDS verstorbenen Sängers Freddie Mercury mit dem Ziel organisiert, das Bewusstsein für AIDS zu verstärken. Mit den Einnahmen wurde der Mercury Phoenix Trust gegründet, eine gemeinnützige Organisation zur Bekämpfung von AIDS.
The Freddie Mercury Tribute Concert ist auch der Titel von Queens VHS- beziehungsweise DVD-Veröffentlichung dieses Konzerts (1993/2002).

## Vorgeschichte
Im Februar 1992 kündigten Roger Taylor und Brian May ein Open-Air-Konzert an, um das Leben von Freddie Mercury zu würdigen. Am folgenden Tag konnte man bereits die Tickets kaufen und alle 72.000 Karten waren nach sechs Stunden ausverkauft, obwohl niemand wusste, wer neben den verbleibenden drei Mitgliedern von Queen auftreten würde.

## Auftritte
Folgende Künstler traten auf:
1. Teil
- Metallica – Enter Sandman, Sad But True, Nothing Else Matters
- Extreme – Queen-Medley (Mustapha, Bohemian Rhapsody, Keep Yourself Alive, I Want to Break Free, Fat Bottomed Girls, Bicycle Race, Another One Bites the Dust, We Will Rock You, Stone Cold Crazy, Radio Ga Ga), Acoustic-Medley (Gary & Nuno of Extreme): Love of My Life/More Than Words
- Def Leppard – Animal, Let’s Get Rocked, Now I’m Here (Letzteres mit Brian May)
- Bob Geldof – Too Late God
- Spinal Tap – The Majesty of Rock
- Guns N’ Roses – Paradise City, Only Women Bleed,  Knockin’ on Heaven’s Door
- Rede von Elizabeth Taylor, angekündigt über Videoeinspielung vom Schauspieler Ian McKellen.

2. Teil – der Auftritt der verbliebenen Queen-Musiker Brian May, Roger Taylor und John Deacon gemeinsam mit Gästen
- Queen, Joe Elliott (Def Leppard) und Slash – Tie Your Mother Down
- Queen, Roger Daltrey und Tony Iommi – Heaven and Hell (Intro), Pinball Wizard (Intro), I Want It All
- Queen und Zucchero – Las Palabras De Amor
- Queen, Tony Iommi und Gary Cherone (Extreme) – Hammer to Fall
- Queen, James Hetfield und Tony Iommi – Stone Cold Crazy
- Queen und Robert Plant – Innuendo (mit Ausschnitten aus Kashmir), Thank You (Ausschnitt), Crazy Little Thing Called Love
- Queen (Brian May mit Spike Edney) – Too Much Love Will Kill You
- Queen und Paul Young – Radio Ga Ga
- Queen und Seal – Who Wants to Live Forever
- Queen und Lisa Stansfield – I Want to Break Free
- Queen, David Bowie und Annie Lennox – Under Pressure
- Queen, Ian Hunter (Sänger von Mott the Hoople), Mick Ronson (Gitarrist bei den Spiders from Mars, der ehemaligen Band von David Bowie) sowie David Bowie – All the Young Dudes
- Queen, David Bowie und Mick Ronson – Heroes
- Queen und George Michael – ’39
- Queen, George Michael und Lisa Stansfield – These Are the Days of Our Lives
- Queen und George Michael – Somebody to Love
- Queen, Elton John und Axl Rose – Bohemian Rhapsody
- Queen, Elton John und Tony Iommi – The Show Must Go On
- Queen und Axl Rose – We Will Rock You
- Queen und Liza Minnelli mit allen Künstlern – We Are the Champions

Als Gastmusiker spielten und sangen Tony Iommi (Gitarre), Spike Edney, Mike Moran (Keyboards), Josh Macrae (Percussion), Maggie Ryder, Miriam Stockley, Chris Thompson (Backing Vocals) und The London Community Gospel Choir.
Der Song Until the End of the World von U2 wurde von deren Auftritt in Kalifornien über Satellit gesendet. Die Ansage zu dieser Einspielung wurde von Cindy Crawford gesprochen. Eine weitere Einspielung via Satellit kam aus Johannesburg und zeigt die Gruppe Mango Groove. David Bowie sank im Rahmen seines Auftritts auf die Knie und betete das Vaterunser.

## Ansprachen
Das Festival war nicht nur dem Lead-Sänger von Queen gewidmet, sondern sollte auch zu mehr Wachsamkeit gegenüber Aids auffordern. In diesem Sinne hielten Elizabeth Taylor und George Michael kurze Ansprachen. Michael sprach die folgenden Worte vor seiner Interpretation von Somebody to Love:

“I think a lot of people, not necessarily people who have anything against gay people, are probably taking some small comfort in the fact that although Freddie died of AIDS he was publicly bisexual. It’s a very, very dangerous comfort. The conservative estimate for the year 2000 is that 40 million people on this planet will be infected by HIV, and if you think that those are all going to be gay people or drug addicts, then you are pretty well lining up to be one of those numbers. So please, for God’s sake and for Freddie’s sake, and for your own sakes, please be careful.”

„Ich glaube, dass viele Menschen, nicht unbedingt solche, die etwas gegen Schwule haben, wahrscheinlich einen kleinen Trost aus der Tatsache schöpfen, dass Freddie, obwohl er an AIDS starb, öffentlich bisexuell war. Es ist ein sehr, sehr gefährlicher Trost. Eine vorsichtige Schätzung für das Jahr 2000 besagt, dass 40 Millionen Menschen auf diesem Planeten mit HIV infiziert sein werden. Und wenn ihr denkt, dass dies alles Schwule oder Drogenabhängige sein werden, dann steht ihr so ziemlich Schlange dafür, Teil dieser Statistik zu werden. Also bitte, um Gottes Willen und um Freddies Willen und zu eurem eigenen Besten, seid bitte vorsichtig“

## Verwertung
Beide Teile des Konzerts erschienen 1993 als Video. Eine DVD mit dem Queen-Auftritt wurde 2002 unter dem Titel The Freddie Mercury Tribute Concert veröffentlicht und kam in Großbritannien auf Platz 1 der Verkaufscharts. Innuendo – das damals zum ersten Mal von Queen live interpretiert worden war – ist auf keiner der beiden Veröffentlichungen enthalten, da Robert Plant, der beim Konzert stimmlich in nicht optimaler Verfassung gewesen war, seine Zustimmung verweigerte. Auf der DVD fehlt der gesamte 1. Teil des Konzerts.
Die Live-Version von Somebody to Love erschien ebenfalls 1993 als Single beziehungsweise auf der gemeinsam von Queen und George Michael (mit Lisa Stansfield) herausgebrachten EP mit dem Titel Five Live, die neben dem Lied Killer und einigen Michael-Songs auch die Tribute-Version von These Are the Days of Our Lives enthält. In Großbritannien erreichte Five Live Platz 1 der Singles-Charts und erlangte Gold-Status. Somebody to Love ist auch auf Queens Compilation-Album Greatest Hits III (1999) vertreten.
Metallica veröffentlichten ihren Auftritt 1992 als Mini-CD (Live at Wembley Stadium), die Einnahmen daraus kamen dem Phoenix Trust zugute. Im selben Jahr war auch Guns N’ Roses’ Live-Version von Knockin’ On Heaven’s Door auf ihrer neu aufgelegten gleichnamigen Single enthalten. Mitte der 90er Jahre erschien eine Bootleg-Box unter dem Titel The Freddie Mercury Tribute Concert for Aids Awareness mit drei CDs, die sämtliche Lieder aller Musiker beinhaltet.